# Rachael Blackmore
Pour les articles homonymes, voir Blackmore.
Rachael Blackmore, née le 11 juillet 1989 à Killenaule (Comté de Tipperary, Irlande) est une jockey irlandaise. En 2021, elle remporte le Grand National, une course hippique anglaise prestigieuse.

## Biographie

### Formation
Rachael Blackmore obtient un diplôme en sciences équines à l'université de Limerick, tout en participant à diverses compétitions en tant que jockey amateure.

### Carrière amateure
Rachael Blackmore gagne sa première course en tant que jockey amateure le 10 février 2011 lorsque Stowaway Pearl remporte le Tipperary Ladies 'Handicap Hurdle à l'hippodrome de Thurles,. Elle devient professionnelle en mars 2015, après avoir gagné onze courses point à point et sept courses en tant que jockey amateure.  

### Carrière professionnelle
Sa première course hippique gagnante en tant que professionnelle fut avec Most Honourable à l'hippodrome de Clonmel le 3 septembre 2015. En 2017, Rachael Blackmore devient la première femme à remporter le championnat des cavaliers provisoires en Irlande.
En 2018, Blackmore fait sa première course au Grand National. Sa monture, Alpha des Obeaux, était cotée à 33/1 et tombe au quinzième obstacle.
Son premier prix au Festival de Cheltenham est obtenu en 2019 quand elle remporte sur À Plus Tard la Chase Brothers Novices Handicap Chase. Elle obtient ensuite sa première victoire en course d'obstacles (Grade 1) avec Minella Indo dans la course d'obstacle Albert Bartlett Novices 'Hurdle.
Le 10 avril 2021, Blackmore conduit Minella Times à la victoire dans le Grand National de 2021, devenant ainsi la première jockey à remporter la course. En raison des protocoles sanitaires en place dus au virus Covid-19, il n'y a aucun spectateur sur le parcours pour assister à sa victoire historique. Interrogée par ITV après la course, elle déclare : « Je ne me sens ni homme ni femme pour le moment. Je ne me sens même pas humaine... C'est incroyable ! ».
Elle reçoit la récompense de sportif international de l'année (BBC Sport) en 2021.
Durant le Festival de Cheltenham de 2022, elle devient la première jockey à gagner la Cheltenham Gold Cup (en) sur À Plus Tard.
Elle annonce la fin de sa carrière de jockey le 12 mai 2025.

## Victoires majeures
Irlande
- Arkle Novice Chase - (1) Notebook (2020)
- Hatton's Grace Hurdle - (2) Honeysuckle (2019, 2020)
- Championnat d'Irlande Hurdle - (2) Honeysuckle(2020, 2021)
- Irish Daily Mirror Novice Hurdle - (1) Minella Indo (2019)
- Finale du championnat Mares Novice Hurdle - (1) Honeysuckle (2019)
- Paddy's Reward Club Chase - (1) A Plus Tard (2019)
- Racing Post Novice Chase - (1) Notebook (2019)
- Slaney Novice Hurdle - (1) Bob Olinger (2021)

 Grande Bretagne
- Grand National - (1) Minella Times (2021)